# Gampong Baroh (Peusangan)
Gampong Baroh is een bestuurslaag in het regentschap Bireuen van de provincie Atjeh, Indonesië. Gampong Baroh telt 389 inwoners (volkstelling 2010).